# Robert W. Mixon Jr.
Robert Wilbur Mixon Jr. (* 5. Oktober 1952 in Georgia) ist ein pensionierter Generalmajor der United States Army. Er war unter anderem Kommandeur der 7. Infanteriedivision.
In den Jahren 1970 bis 1974 durchlief er die United States Military Academy in West Point. Nach seiner Graduation wurde er als Leutnant in das Offizierskorps des US-Heeres aufgenommen. In der Armee durchlief er anschließend alle Offiziersränge vom Leutnant bis zum Zwei-Sterne-General.
In seinen jüngeren Jahren absolvierte er den für Offiziere in den niederen Rangstufen üblichen Dienst in unterschiedlichen Einheiten und Standorten. Dazu gehörten auch Aufgaben als Stabsoffizier in verschiedenen Hauptquartieren. In den Jahren 1982 bis 1985 war er Dozent für das Fach Geschichte an der Militärakademie in West Point.
Nach zwischenzeitlich anderen Verwendungen war er in den Jahren 1991 bis 1993 in Fort Bliss in Texas stationiert wo er eine Kompanie des 3. Panzerregiments kommandierte (Squadron Commander, 2d Battalion, 3d Armored Cavalry Regiment). Im Jahr 1994 war er Stabsoffizier in der Stabsabteilung J3 im Verteidigungsministerium der Vereinigten Staaten. In den Jahren 1996 bis 1998 war Robert Mixon in Südkorea stationiert, wo er die 1. Brigade der 2. Infanteriedivision kommandierte. Im Jahr 1998 wurde er Stabsoffizier bei der 7. Infanteriedivision und im Jahr 2000 zum Stab der 4. Infanteriedivision versetzt.
In den Jahren 2001 bis 2003 war Mixon stellvertretender Kommandeur des United States Army Armor Centers in Fort Knox in Kentucky. Danach bekleidete er in den Jahren 2003 bis 2005 das Amt des Deputy Directors beim U.S. Army Futures Center. Zwischen Januar 2005 und August 2006 kommandierte Robert Mixon die 7. Infanteriedivision, die anschließend vorübergehend deaktiviert wurde.
Im Oktober 2007 schied Robert Mixon aus dem aktiven Militärdienst aus. In der Folge arbeitete er in den Vorständen verschiedener Firmen. Er war auch Mitgründer der Berater-Firma Level Five Associates. Zusammen mit seinem Freund und Klassenkameraden aus West Point John R. Batiste war er Co-Autor des Buchs Cows in the Living Room: Developing an Effective Strategic Plan and Sustaining It.

## Orden und Auszeichnungen
Robert Mixon wurden im Lauf seiner militärischen Laufbahn unter anderem die Army Distinguished Service Medal, die Defense Superior Service Medal und der Orden Legion of Merit verliehen.